# Comunità ebraica di Verona

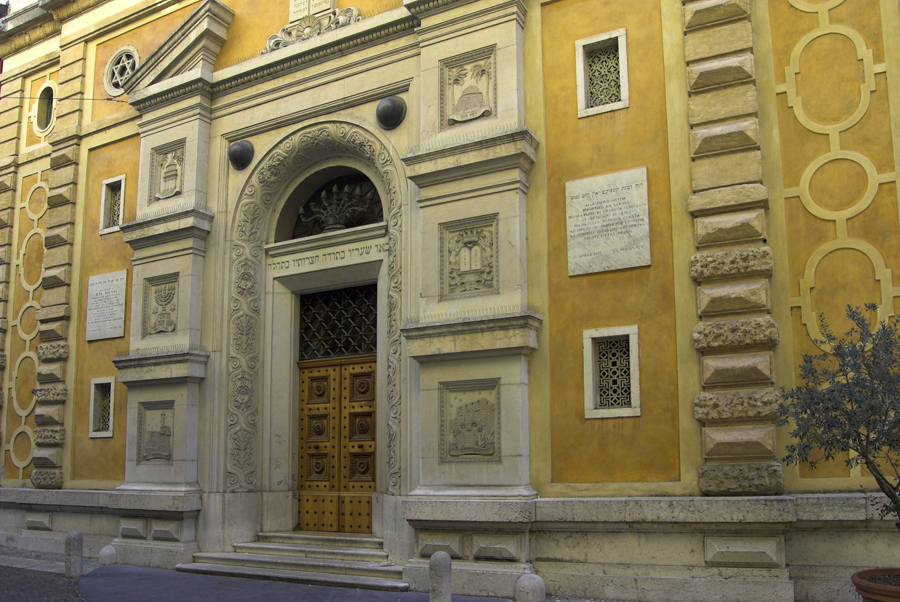
La sinagoga di Verona

La comunità ebraica di Verona è una delle più antiche e importanti di Italia. È oggi una delle 21 comunità ebraiche riunite nell'UCEI, Ha sede in via Portici 3.

## La storia
Difficile datare la presenza ebraica nella città di Verona. Certamente erano presenti ebrei nel X secolo, tanto che nel 965 il vescovo veronese, come conseguenza di una disputa teologica, ne causò l'espulsione. Si trovano nuove tracce documentali della loro presenza nei territori circostanti la città ancora alla fine del XII secolo. I nomi riportati in questi documenti fanno pensare che l'origine di questi ebrei fosse germanica e quindi di rito askenazita.
Famosi filosofi e poeti ebbero modo di passare da Verona. Tra questi il poeta Abrahàm ibn Ezra, il talmudista Hillèl ben Shemuel e già nel 1239 sembra essere presente un tribunale rabbinico.
Benché si possa ritenere certo che ebrei abbiano risieduto a Verona anche durante il dominio scaligero, la prima documentazione che comincia ad attestare la loro presenza è del 1408. La Repubblica di Venezia autorizzò la residenza ebraica a Verona. Come nel resto dei territori Veneziani, gli ebrei furono inizialmente autorizzati esclusivamente al prestito. Con il medesimo atto venne assegnata, quale area di residenza, contrada San Sebastiano, nei pressi di Piazza delle Erbe. Sempre condividendo il destino dei propri correligionari in territorio veneziano, anche a Verona gli ebrei vennero ripetutamente espulsi e richiamati a seconda degli umori della popolazione e delle casse della Serenissima.
La consistenza della presenza ebraica a Verona non è definibile, sia a causa delle continue espulsioni, sia per il fatto che non furono fatti censimenti. Nel 1599 venne compiuto un censimento, e si contò la presenza ebraica in circa 400 persone, che possedevano 25 botteghe.

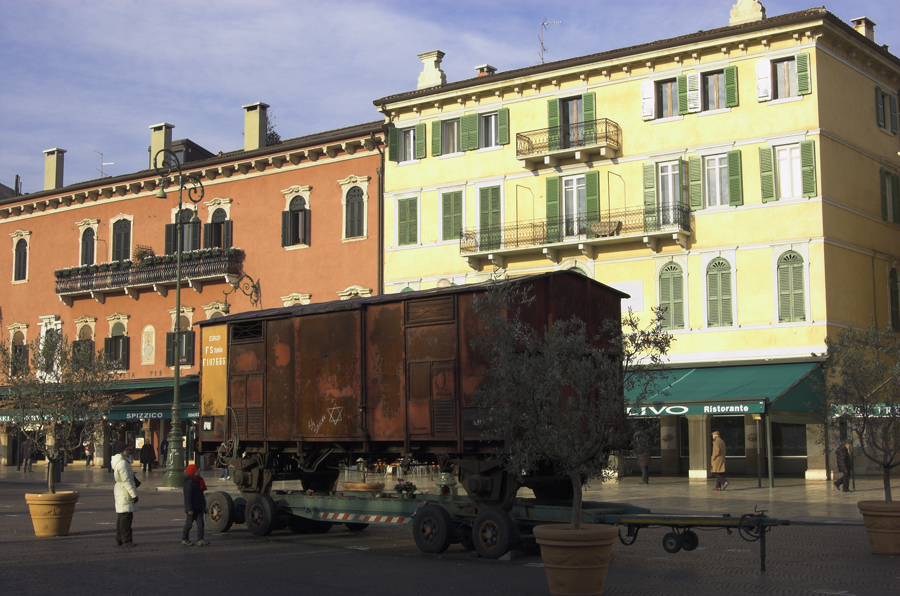
Un vagone utilizzato per il trasporto di ebrei verso i campi di concentramento, in piazza Brà per il giorno della memoria

L'iniziale costrizione al solo mestiere del prestito, venne via via ad alleggerirsi consentendo l'ingresso ebraico nel commercio e nel campo della tessitura. È anche in conseguenza dell'aumentare della presenza ebraica nei commerci che, su spinta del vescovo Valerio, nel 1600 viene istituito il ghetto. A differenza di Venezia, dove gli ebrei vennero costretti in ghetto forzatamente nel 1516, la creazione del ghetto incontrò i favori della popolazione ebraica. Non erano infatti rari i casi di violenze antisemite. Venne destinata a ghetto la zona che oggi si trova tra via Mazzini e via dei Pellicciai, sempre in prossimità di Piazza delle Erbe.
L'acuirsi della pressione sugli ebrei veneziani causò alcune ondate immigratorie tra il 1638 ed il 1655 che portarono a Verona numerose famiglie sefardite in prevalenza dedite al commercio. Come già avvenne a Venezia, anche a Verona l'integrazione tra la comunità sefardita e quella originale impiegò parecchi anni ma, già nel 1675 venne istituita una scuola comune. La comunità crebbe numericamente e, a fine secolo, contava circa 900 persone. Gli ebrei iniziarono nuove attività entrando nel commercio del tabacco, nell'esattoria, nella mediazione.
Quando, nel 1797, le truppe napoleoniche aprirono il ghetto, la comunità ebraica era ben inserita nella vita veronese: molte botteghe erano di proprietà, il commercio delle stoffe era ben avviato, commercianti partecipavano senza problemi al mercato di Campo Marzio.
Neppure il passaggio sotto l'Austria-Ungheria modificò lo status dei cittadini ebrei. In questi stessi anni la comunità visse il suo momento di massima espansione avendo raggiunto le 1400 persone. Subito però la comunità cominciò a decrescere, e, nel 1931, contava poco più di 400 persone (471 furono le persone colpite dalle leggi razziali nel 1938: 414 nella Provincia di Verona e 57 in quella di Vicenza, ridottesi poi a 231 nel 1940).
45 furono gli ebrei veronesi deportati dai nazifascisti. Al termine della seconda guerra mondiale la comunità ufficiale contava un centinaio di persone e tale è rimasta a tutt'oggi (120 regolarmente iscritti, di cui una dozzina nella provincia di Vicenza). Diverse altre famiglie di fede ebraica non iscritte alla comunità risiedono tra le province di Verona e Vicenza.
La sinagoga di Verona, di rito tedesco, si trova nel centro storico in via Portici (una via laterale di via Mazzini) ed è stata ristrutturata nel 2002. Annesso alla sinagoga si trova un piccolo museo.
Il cimitero di borgo Venezia conserva lapidi che risalgono fino al Settecento. Si conserva memoria di due cimiteri precedenti: uno in campo Fiore, in uso dal XVII al XVIII secolo; l'altro a Porta Nuova, dismesso nel 1855, del quale rimane anche qualche immagine fotografica.
Rabbini di Verona e Vicenza nel dopoguerra
- Nello Pavoncello 1950
- Emanuele Weiss Levi 1959-1986
- Crescenzo Piattelli 1986-2012
- Izac Havi 2012-2013
- Cesare Moscati 2013
- Yosef Y. Labi 2015-2020
- Umberto Piperno 2021-2022
- Tomer Corinaldi 2023